# Jen Lindley
(Jen a Joey nell'episodio Il lungo addio)
Jennifer "Jen" Lindley è un personaggio della serie televisiva Dawson's Creek. È interpretata da Michelle Williams e doppiata nella versione italiana da Stella Musy.

## Descrizione del personaggio
Figlia di Theodore e Helen, il padre di Jen è un avvocato mentre la madre la tipica donna mondana, la ragazza è cresciuta a New York, tuttavia si trasferisce a Capeside, cittadina del Massachusetts dalla nonna materna Evelyn, conoscendo Dawson Leery, Pacey Witter e Joey Potter con i quali stringe amicizia unendosi al loro gruppo, Jen è stata per Dawson il suo primo interesse amoroso, la loro relazione ha rappresentato per entrambi il primo vero amore giovanile. Perse la verginità a dodici anni, con un ragazzo più grande di lei che si approfittò di Jen dopo averla fatta ubriacare, da allora iniziò la sua spirale discendente tra sesso e droghe che per Jen ha rappresentato principalmente un rifugio dalla mancanza di affetto da parte dei propri genitori, i quali stufi della sua indole ribelle hanno costretto Jen a trasferirsi a Capeside proprio perché erano incapaci di disciplinarla.
Il rapporto tra Jen e la nonna Evelyn è all'inizio molto altalenante perché mentre quest'ultima è una fervente cristiana Jen al contrario è un'atea convinta, ma col tempo il legame che le unisce diventa sempre più forte, per merito di Evelyn la nipote diventa una persona migliore, Evelyn rappresenta per Jen la figura genitoriale amorevole e responsabile di cui aveva bisogno. Ha un carattere forte ma nasconde pure lato fragile, Jen è una ragazza testarda, provocativa e sardonica, per lei è molto difficile fidarsi delle persone, ma essenzialmente ha un animo buono, infatti è una persona premurosa, divertente ed empatica. Un fattore che distingue Jen dagli altri protagonisti quali Dawson, Joey e Pacey è che mentre loro durante la trama della serie hanno cercato quasi sempre conferme nell'amore, Jen invece si è focalizzata principalmente nella ricerca dell'indipendenza. Tra i suoi attori preferiti ci sono Ben Affleck, Matt Damon e Ryan Phillippe.
Quando il rapporto tra Jen e Dawson da amore si evolve in amicizia, lei diventa praticamente una confidente per lui, se infatti all'inizio Dawson aveva una visione troppo ingenua dell'amore, Jen gli farà comprendere che esso è un sentimento controverso e problematico, viene messo più volte in evidenza che Jen ha avuto un ruolo determinante nella crescita e nella maturazione di Dawson. Si lega profondamente a Jack McPhee, ragazzo gay con il quale sviluppa un'amicizia inossidabile, i due diventano migliori amici. Jen ammette che per lei stringere amicizia con i ragazzi è più facile, al contrario fatica a costruire delle salde amicizie femminili perché a suo parere vengono sempre viziate dal senso di rivalità, effettivamente questo è alla base dei suoi iniziali dissapori con Joey, quando nelle prime due stagioni entrambe hanno tentato di conquistare l'amore di Dawson, tra l'altro all'inizio della serie Jen appare come l'esatto opposto di Joey: quest'ultima ha un carattere aggressivo e non riesce a familiarizzare totalmente con la propria femminilità, mentre Jen appare come una ragazza sofisticata oltre al fatto che è più disinvolta con i ragazzi. A volte Jen e Joey tradiscono una certa solidarietà reciproca dato che entrambe sanno quanto sia difficile relazionarsi con Dawson a causa del suo egocentrismo, inoltre un parallelismo tra le due ragazze è che hanno difficoltà a concedere fiducia agli uomini. A dispetto di tutto col tempo si affezionano e diventano buone amiche, più volte entrambe hanno ammesso di voler bene l'una all'altra.

## Biografia

### Prima stagione
Jen si trasferisce a Capeside dalla nonna Evelyn per accudire il nonno, gravemente malato, in realtà il principale motivo del suo trasferimento da New York è dovuto al fatto che i suoi genitori non vogliono più vivere con lei, esasperati dalla sua condotta dissennata, il padre l'aveva sorpresa a fare sesso con il suo ragazzo Billy nel letto dei genitori, inoltre erano stanchi del suo abuso di droghe, per questo motivo hanno obbligato Jen ad andare a vivere con Evelyn. Arrivata a Capeside, Jen tenta di vivere in maniera più assennata, conosce Dawson, Joey e Pacey con i quali instaura una forte amicizia. Dawson si innamora di lei, e benché all'inizio Jen lo velesso solo come amico, capisce di ricambiarlo e i due si mettono insieme. Tenta più volte di farsi amica Joey, ma poi capisce che quest'ultima è innamorata di Dawson. Jen è affascinata da Dawson per via del suo idealismo, quello che lei non possiede, addirittura all'inizio gli mente facendogli credere di essere ancora vergine, ma quando lei e Dawson entrano più in confidenza lei gli rivela del suo turbolento passato, ciò purtroppo porta Dawson a rimettere in discussione quello che prova per lei. Billy si presenta a Capeside nel tentativo di riconquistare Jen, ma lei ormai non prova più niente per lui, tuttavia la breve visita di Billy è stata sufficiente per convincere Jen a lasciare Dawson, anche se lei lo ama ha capito che Dawson non è capace di accettare le terribili esperienze che lei si è lasciata alle spalle. Quando Jen nota che Dawson si sta innamorando di Joey, istintivamente prova tornare con lui, contemporaneamente il nonno di Jen muore, mentre Dawson si mette con Joey nonostante Jen avesse tentato di convincerlo a tornare con lei.

### Seconda stagione
Per Jen non è facile superare la morte del nonno, per compensare cerca rifugio nell'amore di Dawson, prova a riconquistarlo ma lui adesso, avendo capito di amare solo Joey, non desidera più stare con Jen, preferendo considerarla solo un'amica. Jen ricade nei vecchi vizi, prova ad alleviare il dolore cedendo al proprio impulso autodistruttivo, prima intraprende una relazione con Chris Wolfe, basata solo sul sesso e il fugace divertimento, benché sia evidente che Jen si sente sola e smarrita, tenta poi una storia con Tyson Hicks ma senza successo dato che lui è condizionato dal proprio bigottismo e dunque nei riguardi di Jen è prevenuto data la loro diversità. Nonostante il brutto momento che sta attraversando Jen riesce a cementare un'amicizia sincera con Joey e Dawson (benché sia ancora innamorata di quest'ultimo) inoltre fa la conoscenza di Jack, ragazzo omosessuale con cui instaura un bel rapporto, egli diventa il suo migliore amico. Una sera Jen, dopo essersi ubriacata con la sua compagna di scuola Abby Morgan, la vede morire quando lei cade in mare affogando, Evelyn caccia di casa Jen sentendo di non poter gestire la sua indole provocatica. Jack ospita Jen a casa sua, anche perché i genitori di Jen non sono disposti a riaccoglierla a New York. Evelyn, pentita di aver mandato via Jen, tenta di riconciliarsi con lei, Jack la convince a perdonare la nonna, e finalmente Jen torna a vivere da lei gettando le basi per un rapporto migliore con Evelyn.

### Terza stagione
Abbandonando i suoi modi da ragazza ribelle, Jen ora è una persona molto più serena, inoltre lei e Evelyn ormai sono sempre più unite, Jack intanto entra nella squadra di football e fa amicizia con Henry Parker, compagno di squadra e matricola, egli si innamora di Jen già al loro primo incontro, Jack tenta di metterli insieme ma Jen non se la sente di uscire con un ragazzo più giovane di lei, pur provando simpatia per Henry non è attratta da lui. Per un breve periodo Jen è stata capo-cheerleader, viene persino nominata "Reginetta di Capeside". Lei e Pacey iniziano a provare un certo interesse reciproco, tentano una relazione di solo sesso ma poi capiscono che è meglio incentrare il loro rapporto sulla semplice amicizia. Jen scopre di avere una sorellastra, Eve Whitman, sua madre Helen l'aveva avuta quando era ancora molto giovane, Eve è infatti una figlia illegittima. I sentimenti di Jen per Henry stanno cambiando, infatti inizia a rivalutarlo, supera i pregiudizi sulla loro differenza d'età, Henry diventa il suo fidanzato, lui è un ragazzo innocente e romantico, infatti Jen è affascinata da questo aspetto del suo carattere.

### Quarta stagione
È l'ultimo anno di liceo e dato che a Henry è stata offerta una borsa di studio in un altro liceo, lui e Jen tentano di portare avanti una relazione a distanza, ma poi Henry decide di chiudere con lei sentendo il bisogno di frequentare altre ragazze. Jen scopre che Drue Valentine si è trasferito a Capeside e che frequenta il suo stesso liceo, lo conosceva quando viveva a New York, lui per puro divertimento tenta di metterla nei guai benché Jen ci tenga a essere fedele al proprio senso della responsabilità.
Purtroppo, nonostante le premesse, Jen continua a comportarsi in maniera sconsiderara, infatti Drue le regala dell'ecstasy e benché Jen non ne faccia uso ad assumerla è Andie, la sorella di Jack, che è quasi morta per overdose, come se non bastasse durante una gita scolastica, mentre Jen e Jack sono ubriachi i due arrivano quasi a fare sesso. Ormai appare ovvio che Jen non riesce a dominare i suoi comportamenti autodistruttivi, viene quindi convinta a frequentare un analista, Tom Frost, il quale riesce ad aiutare Jen ad avere una percezione migliore sui propri problemi, realizzando che per troppo tempo si è identificata nell'ingiustificato disprezzo che prova nei propri confronti e che ciò gli sta impedendo di costruirsi un futuro.
Jen, accompagnata da Joey, fa una breve visita a New York, finalmente affronta suo padre, rievocando un ricordo che lei aveva parzialmente rimosso: aveva solo dodici anni quando sorprese il padre a tradire la moglie con una ragazza adolescente, è stato quell'evento che la spinse a cercare riparo nel sesso e nell'abuso di droghe. Jen finalmente smette di odiarsi avendo capito che lei non ha colpe sulle brutte scelte che aveva preso in passato. Il rapporto tra Jen e Drue in parte migliora, benché lei fosse stata ammessa all'Università di New York l'idea di tornare lì le crea dei forti disagi, e infatti Drue le suggerisce di trasferirsi a Boston dopo il diploma, inoltre Jen e Evelyn ospitano Drue nella loro casa per un breve periodo.
Jen non ha il coraggio di rinunciare a Evelyn, la quale progetta di abitare in una casa di riposo dopo il diploma della nipote, e infatti Jen la convince a trasferirisi con lei a Boston, e benché Evelyn all'inizio fosse un po' titubante, accetta di lasciare Capeside con Jen.

### Quinta stagione
Jen, Jack e Joey si sono trasferiti a Boston, quest'ultima frequenta l'università di Worthington, mentre Jen e Jack dividono una casa con Evelyn e studiano al Boston Bay. Jen conosce Charlie Todd, un giovane musicista che lavora come speaker per l'emittente radiofonica del Boston Bay, e grazie a lui Jen inizia a lavorarvi lei stessa ottenendo subito successo come consulente. Jen e Charlie si mettono insieme, ma poi lei scopre che Charlie la tradisce con un'altra ragazza di nome Nora, infatti non nutre per Jen nessun interesse non volendo con lei una relazione di natura monogama.
Anche se Jen non prova niente per Charlie, soffre per come lui si è comportato nei suoi confronti, intanto Dawson sta affrontando un brutto momento, infatti il padre Mitch muore in un incidente stradale, e lui trova conforto in Jen, la quale finisce ancora una volta per ostacolare il rapporto tra Dawson e Joey. Nell'impeto della passione Jen e Dawson fanno l'amore, i due ritornano insieme, e questo in parte danneggia l'amicizia tra lei e Joey. Anche se in un primo momento Jen è felice al fianco di Dawson, col protrarsi della loro relazione appare evidente che Jen, stando insieme a Dawson, non si sente completa, decide di lasciarlo preferendo averlo come suo amico, ritenendo che a unirli è stato il bisogno di sostegno reciproco visto che entrambi erano tristi.
Le cose tra Jen e Joey non sembrano migliorare, anche perché quest'ultima ha avuto una breve relazione con Charlie, il quale nei confronti di Joey (al contrario di come ha fatto con Jen) si è rivelato un ragazzo serio e affettuoso. I genitori di Jen le propongono di trascorrere l'estate con loro a East Hampton, ma lei preferisce passarla in Costa Rica con Jack, tuttavia Dawson la convince a cambiare idea, sapendo che nel profondo lei desidera una riconciliazione con Helen e Theodore. Jen quindi prende un aereo raggiungendo i suoi genitori, ma non prima di essersi riappacificata con Joey, le due ragazze rinnovano il loro reciprono affetto.

### Sesta stagione
Tornata a Boston dopo aver trascorso l'estate con i genitori (che hanno deciso di divorziare) Jen rinuncia al lavoro alla radio a causa di alcune divergenze creative con la nuova direzione. Conosce C.J. un ragazzo che in passato aveva problemi di alcolismo, egli invita Jen a lavorare con lui a una Help-Line e lei accetta, principalmente per trascorrere del tempo con C.J. innamorandosi di lui come non le era mai successo. All'inizio C.J. preferisce avere accanto a sé Jen unicamente come amica, tanto che Jen soffre quando scopre che lui è ha fatto sesso con Audrey Liddell (amica di Joey) ma poi C.J. capisce di ricambiare i suoi sentimenti e i due diventano una coppia.
Jen scopre che Evelyn ha il cancro al seno, tra l'altro la ragazza si riconcilia con la madre Helen e quando quest'ultima scopre che Evelyn è malata, decidono di trasferirisi a New York, dove Evelyn potrà curarsi, tra l'altro anche Jack si trasferisce con loro dal momento che Evelyn e Jen lo considerano un membro della famiglia per loro irrinunciabile.
Sono trascorsi cinque anni, Jen è una madre single infatti ha una bambina piccola di nome Amy, abbandonata dal proprio fidanzato (si può ipotizzare che sia C.J. il padre della bambina) ora gestisce una galleria d'arte. Jen è gravemente malata, soffre di insufficienza cardiaca, un problema congenito che è emerso mentre era incinta, Jen sta per morire e dato che è in un pessimo stato di salute non c'è tempo per attendere un trapianto cardiaco. Jen cerca di affrontare la propria morte con ottimismo, ma solo con Pacey riesce a sfogare il proprio dolore sapendo che non potrà più stare accanto agli amici o vedere crescere Amy. Jen decide di affidare Amy a Jack il quale la crescerà a Capeside (dato che è questo che Jen desidera per la sua bambina) insieme a Doug, il fratello di Pacey con cui Jack ha una relazione. Jen ammette che il tempo che ha trascorso con Amy è stato il più felice della sua vita, infine durante il suo ricovero in ospedale muore, pochi secondi prima di esalare l'ultimo respiro Jen ha guardato per l'ultima volta Evelyn (la persona che Jen ha amato più tra tutte) mentre la nonna dormiva durante il tempo che ha vegliato sulla nipote in ospedale.